# Lucky Old Sun
| Совокупная оценка    | Совокупная оценка |
| Источник             | Оценка            |
| -------------------- | ----------------- |
| Metacritic           | (60/100)          |
| Оценки критиков      |                   |
| Источник             | Оценка            |
| Allmusic             | [ 2 ]             |
| BBC Music            | (mixed)           |
| Billboard            | (favorable)       |
| The Boston Globe     | (positive)        |
| Entertainment Weekly | B                 |
| Los Angeles Times    | [ 7 ]             |
| The New York Times   | (positive)        |
| PopMatters           | [ 9 ]             |
| Slant                | [ 10 ]            |

Lucky Old Sun — двенадцатый студийный альбом американского кантри-певца Кенни Чесни, выпущенный 14 октября 2008 года в качестве первого релиза для Blue Chair Records, личного подразделения Чесни на звукозаписывающем лейбле BNA Records. С альбома были выпущены два сингла — «Everybody Wants to Go to Heaven» и «Down the Road», которые заняли первые места в кантри-чартах. Чесни исполнил эти две песни в дуэте с The Wailers и Маком Маканалли соответственно. Это был первый альбом Кенни с 1997 года I Will Stand, чьи песни не попали в Топ-40 основного американского чарта Billboard Hot 100.

## Об альбоме
Релиз диска состоялся 14 октября 2008 года на лейбле Blue Chair/BNA Records.
Лид-сингл «Everybody Wants to Go to Heaven» был выпущен 11 августа 2008 года. В октябре эта песня стала хитом номер один в кантри-чарте Billboard. Следующий сингл, «Down the Road», написан в дуэте с Маком Маканалли. Ранее Маканелли выпустил эту песню для себя в альбоме 1990 года Simple Life. Эта версия также достигла первого места.
Две песни из этого альбома были ранее записаны Вилли Нельсоном: «Ten with a Two» стала синглом в 1990 году из его альбома Born for Trouble, а «I’m Alive» была записана в его альбоме Moment of Forever. Песня «That Lucky Old Sun», записанная в дуэте с Нельсоном, представляет собой кавер-версию поп-стандарта 1949 года, прославленного Фрэнки Лейном. Версия песни «I’m Alive», записанная Чесни в дуэте с Дэйвом Мэтьюсом, также появилась на его альбоме-компиляции Greatest Hits II 2009 года, для которого она была выпущена в качестве второго сингла в августе 2009 года.
Альбом дебютировал на первом месте американского хит-парада Billboard 200.
Это его 5-й чарттоппер. Чесни был на позиции № 1 в Billboard 200 с альбомами Here and Now (в 2020 году), Live in No Shoes Nation (в 2017 году), Life on a Rock (в 2013 году), Hemingway’s Whiskey (2010),  The Road and the Radio (2005), Be As You Are (Songs From an Old Blue Chair) (2005), When the Sun Goes Down (2004) и No Shirt, No Shoes, No Problems (2002).
Альбом получил положительные и смешанные отзывы музыкальных критиков и интернет-изданий: Metacritic, Allmusic.

## Коммерческие результаты
Lucky Old Sun дебютировал на первом месте в основном американском хит-параде Billboard 200 с продажами 176 000 копий за первую неделю. Это был его пятый альбом подряд, возглавивший чарт Top Country Albums. По состоянию на июль 2009 года альбом был продан тиражом 720 000 копий в США. 13 февраля 2017 года альбом получил платиновый сертификат Американской ассоциации звукозаписывающей индустрии (RIAA) за продажи в миллион копий в США.

## Список композиций
| №                   | Название                                                                         | Автор(ы)                                            | Длительность |
| ------------------- | -------------------------------------------------------------------------------- | --------------------------------------------------- | ------------ |
| 1.                  | «I'm Alive» (дуэт с Дэйвом Мэтьюсом)                                             | Kenny Chesney, Dean Dillon, Mark Tamburino          | 3:19         |
| 2.                  | «Way Down Here»                                                                  | Chesney, Casey Beathard, Tony Martin                | 5:52         |
| 3.                  | «Boats»                                                                          | Chesney, Dillon, Scotty Emerick                     | 4:36         |
| 4.                  | «Everybody Wants to Go to Heaven» (при участии The Wailers)                      | Jim Collins, Marty Dodson                           | 4:13         |
| 5.                  | «Down the Road» (дуэт с Маком МакАналли)                                         | Mac McAnally                                        | 2:58         |
| 6.                  | «Spirit of a Storm»                                                              | Chesney, Brett James                                | 3:36         |
| 7.                  | «Ten with a Two»                                                                 | Jack Mack, Bill Nosworthy, Bo Roberts, Mack Vickery | 3:11         |
| 8.                  | «The Life»                                                                       | Beathard, James T. Slater                           | 4:27         |
| 9.                  | «Key's in the Conch Shell»                                                       | Aaron Barker, Dillon, Emerick, Tom Gross            | 4:11         |
| 10.                 | «Nowhere to Go, Nowhere to Be»                                                   | Chesney                                             | 3:41         |
| 11.                 | «That Lucky Old Sun (Just Rolls Around Heaven All Day)» (дуэт с Вилли Нельсоном) | Beasley Smith, Haven Gillespie                      | 4:15         |
| Общая длительность: | Общая длительность:                                                              | Общая длительность:                                 | 43:28        |

| №   | Название                       | Автор(ы)                   | Длительность |
| --- | ------------------------------ | -------------------------- | ------------ |
| 12. | «Boston» (live)                | Chesney, Tamburino         | 5:22         |
| 13. | «Got a Little Crazy» (live)    | Chesney, Chris Wallin      | 4:58         |
| 14. | «Soul of a Sailor» (live)      | Chesney, Dillon, Emerick   | 5:40         |
| 15. | «Guitars and Tiki Bars» (live) | Chesney, Dillon, Tamburino | 4:11         |

## Позиции в чартах

### Еженедельные чарты
| Чарт (2008)                        | Высшая позиция |
| ---------------------------------- | -------------- |
| Австралия (ARIA)                   | 108            |
| Австралия (Country Albums, ARIA)   | 9              |
| Канада (Canadian Albums Chart)     | 10             |
| США (Billboard 200)                | 1              |
| США (Billboard Top Country Albums) | 1              |

### Годовые итоговые чарты
| Чарт (2008)                          | Позиция |
| ------------------------------------ | ------- |
| Австралия (Country Albums, ARIA)     | 50      |
| США (Billboard 200)                  | 111     |
| США (Top Country Albums, 'Billboard) | 21      |

| Чарт (2009)                         | Позиция |
| ----------------------------------- | ------- |
| США (Billboard 200)                 | 89      |
| США (Top Country Albums, Billboard) | 18      |

### Синглы
| Год  | Сингл                                                       | Высшая позиция | Высшая позиция | Высшая позиция | Высшая позиция | Сертификации  |
| Год  | Сингл                                                       | US Country     | US             | CAN Country    | CAN            | Сертификации  |
| ---- | ----------------------------------------------------------- | -------------- | -------------- | -------------- | -------------- | ------------- |
| 2008 | «Everybody Wants to Go to Heaven» (при участии The Wailers) | 1              | 41             | 1              | 49             | * США: Золото |
| 2008 | «Down the Road» (при участии Mac McAnally)                  | 1              | 47             | 1              | 57             |               |

## Сертификации
| Регион                                                      | Сертификация | Продажи    |
| ----------------------------------------------------------- | ------------ | ---------- |
| США (RIAA)                                                  | Платиновый   | 1 000 000^ |
| ^ Данные о тиражах приведены только на основе сертификации. |              |            |